# 宪法大道 (塞维利亚)
宪法大道（西班牙語：Avenida de la Constitución）是西班牙安达卢西亚塞维利亚的一条重要街道，位于塞维利亚老城区（Casco Antiguo）。它开始于赫雷斯门（Puerta de Jerez）广场，结束于被认为是城市中心的新广场（Plaza Nueva），那里是塞维利亚市政厅的历史建筑所在的地方。大道全长600米。

## 历史
目前的大道位于罗马时代标志城市界限的城墙之外。它有一段被瓜达尔基维尔河的支流占据，从海格力斯阿拉米达（Alameda de Hércules）经过新广场排入埃尔阿雷纳尔区（El Arenal）。
宪法大道从中世纪晚期获得了经济重要性，主要是由于新建了清真大寺（于1176年落成），随后在1248年被卡斯蒂利亚征服。热那亚商人、货币兑换商和工匠定居于此，如银匠（14世纪）、书籍印刷商（15世纪后期）和裁缝（16世纪）。 等 
在发现美洲，并选择塞维利亚作为西印度贸易的专属港口后，该市的商业活动增加，主教座堂的台阶成为商人谈判的聚会场所，发布旅行和海外运来的货物的广告。它的中心点是所谓的 Fuente del Hierro, 位于目前由圣体龛教堂（Iglesia del Sagrario）占据的地方。在16世纪下半叶，为了避免商人在该地区进行过激行为，教会在教堂周围安装了带有锁链的柱子，并聘请法警以阻止驮畜通行。西班牙国王腓力二世决定为塞维利亚商会建造一座大楼，在同一条大道上，毗邻主教座堂，目前是西印度群岛综合档案馆总部。
自1863年开始提议，1911年由当时的市长 Antonio Halcón y Vinent实施，宪法大道进行改建，在属于1929年伊比利亚美洲博览会相关的改革框架内。此前，有热那亚街（Calle Génova），开始于市政厅，Gradas 街，塞维利亚主教座堂前, 和 Calle La Lonja, 在目前的西印度群岛综合档案馆前，旧圣玛丽亚神学院，货币之家（Casa de la Currency）最后到达赫雷斯门。。
每天约有 21,000 辆汽车沿大道通过，排放约 580 吨尾气，对主教座堂和西印度群岛综合档案馆造成严重破坏。2006年4月17日，为进行行人专用化工程，该路段禁止通行。2007年10月，工程完成，一条名为 Metrocentro 的有轨电车线路投入运营，以阻断通往市中心的通道。